# 葉冠霖
葉冠霖（英語：Jonathan Yip，1978年11月25日—），香港電台機構傳訊及節目標準總監。其于2003年入職港台，歷任節目主持、編導及監製等職務。

## 簡歷
葉冠霖在香港出生及長大，祖籍廣東清遠。葉氏中學畢業於香港傳統男校英華書院，大學時入讀香港中文大學新聞系。他在大學畢業後於電視台任職記者，曾在九一一事件後被派往阿富汗鄰國巴基斯坦採訪，在當地逗留逾兩星期；又在2003年沙士期間被派到台灣，突破封鎖線訪問被當局列為懷疑個案的香港旅行團團友。當了三年記者後，他在2003年加入香港電台公共事務部，成為助理節目主任。
加入港台後不久，他便獲機會主持深夜節目《原林部落》。在港台工作四年後，他申請獎學金到英國倫敦大學修讀一年國際研究碩士。回港後，他獲派主持《中國點點點》以及《星期六問責》等節目；2012年11月接替退休的梁家永，主持港台的「烽煙」節目《千禧年代》。2018年起兼任香港電台社區參與廣播服務節目總監。2021年1月起減少主持《千禧年代》，及至4月30日最後一次擔任節目主持後正式交棒予蕭洛汶；離任主持崗位後，葉冠霖晉升為香港電台機構傳訊及節目標準總監，隸屬於副廣播處長。

## 家庭
葉冠霖的妹妹葉青菁，是香港專業教育學院英文講師，兄妹二人曾分別獲同一獎學金到英國倫敦大學留學，葉冠霖期間修讀了國際研究碩士課程。

## 曾主持或製作節目
- 立法會選舉論壇
- 區議會選舉論壇
- 原林部落
- 大專辯論賽
- 第四代自爆
- 鏗鏘集
- 世紀藍圖
- 亞視新聞[4]
- 中國點點點
- 星期六問責
- 千禧年代
- 大城小事（第一台 22:35-23:00，負責星期二聲音演繹）

## 著作
- 《潮語看中國》